# Afroedura loveridgei
Espèce
Synonymes
- Afroedura transvaalica loveridgei Broadley, 1963

Afroedura loveridgei est une espèce de geckos de la famille des Gekkonidae.

## Répartition
Cette espèce est endémique du Mozambique.

## Étymologie
Cette espèce est nommée en l'honneur d'Arthur Loveridge.

## Publication originale
- Broadley, 1963 : Three new lizards from South Nyasaland and Tete. Annals and Magazine of Natural History, ser. 12, vol. 6, p. 285—288.